# Action Man (actiefiguur)
Action Man is de naam van een reeks actiefiguren geïntroduceerd in 1966 door Palitoy als antwoord op Hasbro's G.I. Joe. De actiefiguurtjes werden oorspronkelijk alleen uitgebracht in het Verenigd Koninkrijk en Australië.
De Action Man-figuren zijn ruwweg te verdelen in twee tijdsperioden: 1966 tot 1984, en 1993 tot 2006.

## Geschiedenis

### 1966-1984
De eerste Action Man figuren verschenen in 1966. Dit waren, net als G. I. Joe, militaire figuren. De poppen maakten van Palitoy een van de grootste producenten van speelgoed van het Verenigd Koninkrijk, tot het bedrijf in 1984 moest sluiten.
De Action Man-figuren moesten aanvankelijk concurreren met de Britse actiefiguren Tommy Gunn van Pedigree Toys. Deze werden aanvankelijk gezien als figuren van hogere kwaliteit, daar Action Man in veel opzichten een kopie was van G. I. Joe, maar konden uiteindelijk niet concurreren met Palitoys creatie.
Vanaf de jaren 70 werden de Action Man-figuren uitsluitend gemaakt met Britse thema’s: het leger, avonturier en sport.
De productie van de originele Action Man-figuren stopte toen Palitoy in 1984 moest sluiten.

### 1993-2006(-2009 alleen in Mexico)
In 1993 kocht Hasbro de naam Action Man met het doel de figuren nieuw leven in te blazen. Aanvankelijk werd het militaire thema uit de eerste reeks voortgezet, maar al snel moest dit wijken voor nieuwe thema’s gebaseerd rondom extreme sporten. Tevens werd bij deze nieuwe serie een vaste vijand geïntroduceerd voor Action Man; de terrorist Dr. X. In latere jaren kwamen hier meer tegenstanders bij, zoals Professor Gangrene, Tempest en Anti-Freeze. Tevens kregen de figuren nieuwe mogelijkheden om te bewegen.

## Andere media
Het succes van de Action Man-figuren heeft driemaal geleid tot een animatieserie:
- Action Man: een Britse animatieserie uit 1995.
- Action Man: een computeranimatieserie geproduceerd door Mainframe Entertainment in 2000.
- A.T.O.M.: een animatieserie uit 2005.

De laatste twee series zijn ook in Nederland vertoond door de voormalige zender Fox Kids.
Verder zijn er drie direct-naar-dvd animatiefilms gemaakt over Action Man:
- Action Man: Robot Atak (2004)
- Action Man X Missions: The Movie (2005)
- Action Man X Missions Vs. Código Gangrena (2006)

Action Man X Missions Vs. Código Gangrena (Vertaald naar Engels: The Gangrene Code) is alleen uitgebracht in Mexico. In de film wordt Spaans gesproken en heeft nooit een Engelse of Nederlandse vertaling gekregen. Vanaf 2006 t/m 2009 zijn er alleen nog in Mexico nieuwe Action Man-figuren verschenen.